# 非三位一體派
非三位一體派（英語：Nontrinitarianism），或作反對三位一體派（拉丁語：Antitrinitarismus），认为上帝是三位一体的传统教义並非《圣经》之教导。例如一位论派、耶和华见证人、耶穌基督後期聖徒教會、真耶穌教會及基督弟兄会等。根據認為大公會議的決定是最終的眾教會，三位一體主義在4世紀大公會議中明確宣布是基督教教義，這是根據於325年的第一次尼西亞公會議宣布聖子的全神性，和381年的第一次君士坦丁堡公會議宣布了聖靈的神性。

## 历史

### 早期基督教
在早期基督教，《聖經》所記載的歷史沒有記錄耶穌和使徒討論三位一體的問題。直至2－3世紀，有些古代教父開始用希臘哲學思想去論證。自那時開始，聖父、聖子、聖靈是三位一體的討論便越趨熾熱了。君士坦丁大帝時代，主教亞流是一位神論，認為聖子耶穌基督並不是神，而是介於神（聖父）與人之間的第一受造者，聖靈出自於聖父，自然也不是神。三位一體已發展為教內爭論。君士坦丁大帝召開了第一次尼西亞公會議，會議亦通過《尼西亞信經》列明「聖子與聖父同質」，並將亞流派判為異端。但大公會議以後，有關三位一體的爭論持續了數十年。曾經有段時期，亞流派的勢力反過來壓倒亞他那修派的勢力。兩方勢力仗賴羅馬皇帝的支持互相抗衡，直至公元381年。公元380年2月27日，羅馬皇帝狄奧多西一世正式宣布基督教為羅馬帝國國教，並在次年的第一次君士坦丁堡公會議將《尼西亞信經》確立為「國家標準信仰」。至此，三位一體的教義隨之而被確立，反對勢力再次被壓制。反對三位一體教義的人被審判為異端，有的被直接處死或者死於火刑。這一鬥爭持續了多個世紀。直到中世紀，人們再用哲學和心理學去解釋教義，三位一體完全確立。

### 宗教改革時期前後
宗教改革運動前，反對三位一體之聲音被武力壓制，但反對聲仍零星出現，其中包括12世紀活躍於法國的清潔派。馬丁路德發起宗教改革後，亦有提倡與三一論相對的一位論的教派成立。波蘭兄弟會在波蘭興起，極力反對三位一體。一位論派隨即遭到來自天主教會、還有宗教改革界的路德、加尔文、慈運理等新教神學家所反對。1689年，英王威廉三世頒布寬容法令，但禁止任何人發表反對三位一體的言論。很多人在天主教會、政府和新教勢力的排擠和壓迫下被迫流亡，被投入監獄或者被處以極刑。非三一派的人士有艾萨克·牛頓、威廉·惠斯顿、伊曼纽·斯威登堡和米格爾·塞爾維特等。其中西班牙的塞爾維特終被克爾文派的日內瓦政府予以逮捕和處死。

### 近代社會
反對三位一體的聲音亦有來自反基督教的人士、哲學家和其他宗教。
18世紀至20世紀初，反對三位一體論派已在歐美都有不同程度的發展。早期的基督復臨安息日會曾大力反對三位一體，但現在已改變初衷。
19世紀初後期聖徒運動產生的耶穌基督後期聖徒教會支持三位三體，為父、子、靈是分開獨立的三個神靈，但和諧的工作。
除此之外，19世紀80年代“聖經研究者”（即現稱耶和華見證人）的領導人查爾斯·泰茲·羅素公開支持一位論而否定三位一體的神學體系，並在美國和歐洲廣泛傳播。
其中召會領袖李常受認為傳統三位一體教義過分強調神格中的三個身位，易有三神論的傾向。他因此主張：神有三方面的講究，又，子就是父、主就是靈；他亦因此主張而被部分基督教界指責。
真耶穌教會也是反對三位一體的教會，一般教會奉「父、子、聖靈」的名為信徒施浸，但真耶穌教會以「一神觀」否定一般教會所認同的三位一體神學觀，認為基督是「造物者、道、神」，因此單單奉「耶穌基督」的名為信徒施洗。
及至現在，反對三位一體論者和三位一體論者亦互相衝突，個別非正統教派亦不支持三位一體論。而宗教改革運動後，耶穌是否代表上帝也存在爭議。